# Nam Á
Nam Á (còn gọi là tiểu lục địa Ấn Độ) là thuật ngữ dùng để chỉ khu vực miền nam của châu Á, gồm các quốc gia hạ Himalaya và lân cận. Về mặt địa hình, mảng Ấn Độ chi phối Nam Á, nằm về phía nam dãy Himalaya và Hindu Kush. Nam Á có Ấn Độ Dương bao quanh ở phía nam, còn trên đất liền thì giáp với Tây Á, Trung Á, Đông Á và Đông Nam Á.
Nam Á bao gồm các lãnh thổ hiện tại của Afghanistan, Ấn Độ, Bangladesh, Bhutan, Maldives, Nepal, Pakistan và Sri Lanka. Hiệp hội Nam Á vì sự Hợp tác Khu vực (SAARC) là một tổ chức hợp tác kinh tế trong khu vực, cơ cấu này được thành lập vào năm 1985 và bao gồm toàn bộ tám quốc gia thuộc Nam Á.
Nam Á có diện tích khoảng 4,5 triệu km², chiếm 11,71% diện tích châu Á và chiếm 3,5% diện tích bề mặt đất liền của Trái Đất. Dân số Nam Á là khoảng 1,749 tỉ người vào năm 2013, chiếm khoảng một phần tư dân số thế giới, và đây là khu vực địa lý đông dân nhất cũng như có mật độ dân số cao nhất trên thế giới. Về tổng thể, Nam Á chiếm khoảng 39,49% dân số châu Á, hơn 24% dân số thế giới, và có nhiều dân tộc.
Năm 2010, Nam Á đứng đầu thế giới về số lượng tín đồ Ấn Độ giáo, Jaina giáo và Sikh giáo. Khu vực cũng là nơi có số lượng tín đồ Hồi giáo đông đảo nhất tại châu Á-Thái Bình Dương, ngoài ra còn có hơn 35 triệu tín đồ Cơ Đốc giáo và 25 triệu tín đồ Phật giáo tại Nam Á.

## Định nghĩa

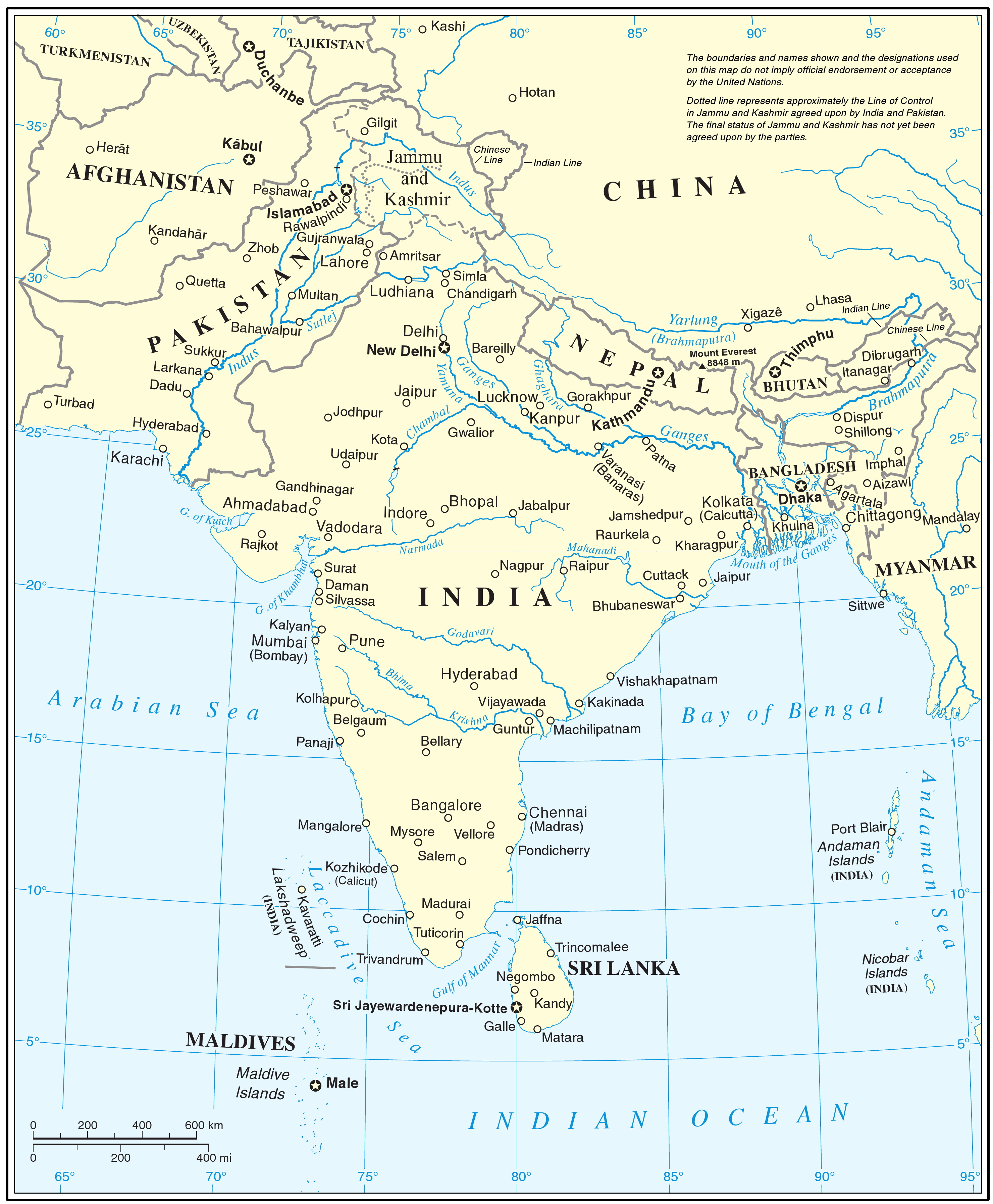
Bản đồ Nam Á của Liên Hợp Quốc. Tuy nhiên, Liên Hợp Quốc không xác nhận định nghĩa nào hoặc ranh giới của khu vực.

Tổng diện tích của Nam Á và phạm vi địa lý của khu vực vẫn chưa rõ ràng vì định hướng chính sách đối ngoại của các quốc gia trong khu vực khá bất đồng. Ngoài phần trung tâm của Nam Á, vốn từng là bộ phận của Đế quốc Anh, thì còn nhiều khác biệt về vấn đề các quốc gia khác thuộc Nam Á.
Các định nghĩa hiện đại về Nam Á bao gồm các quốc gia Afghanistan, Ấn Độ, Pakistan, Bangladesh, Sri Lanka, Nepal, Bhutan và Maldives. Myanmar được một số học giả xếp vào Nam Á, song những người khác lại đưa quốc gia này vào trong phạm vi của Đông Nam Á. Một số người không tính đến Afghanistan, những người khác đặt vấn đề về việc nên nhìn nhận Afghanistan là bộ phận của Nam Á hay Trung Đông.
Lãnh thổ hiện nay của Ấn Độ, Bangladesh và Pakistan thuộc về Đế quốc Anh trước năm 1947, và họ tạo thành phần trung tâm của Nam Á, bên cạnh Afghanistan vốn là một lãnh thổ được Anh bảo hộ cho đến năm 1919, sau khi người Afghanistan thất bại trước người Anh trong Chiến tranh Anh-Afghanistan lần thứ hai. Các quốc gia vùng núi là Nepal và Bhutan, và các đảo quốc Sri Lanka và Maldives cũng thường được xếp vào Nam Á. Myanmar (trước gọi là Miến Điện) cũng thường được đưa vào Nam Á, và theo một số định nghĩa lệch lạc khác nhau thì Lãnh thổ Ấn Độ Dương thuộc Anh và Khu tự trị Tây Tạng cũng được xếp vào Nam Á.
Khái niệm phổ biến về Nam Á phần lớn được kế thừa từ ranh giới hành chính của Ấn Độ thuộc Anh, cùng một số ngoại lệ. Thuộc địa Aden, Somaliland thuộc Anh và Singapore mặc dù có thời gian thuộc quyền quản lý của Ấn Độ thuộc Anh song không được đề xuất thuộc về Nam Á. Về mặt cai quản, Miến Điện thuộc về Ấn Độ thuộc Anh trước năm 1937, song hiện được nhìn nhận là bộ phận của Đông Nam Á và là một thành viên của ASEAN. 562 thân vương quốc được chính quyền Ấn Độ thuộc Anh bảo hộ nhưng không cai quản trực tiếp, họ trở thành bộ phận của Nam Á khi gia nhập Ấn Độ hoặc Pakistan. Về mặt địa chính trị, Nam Á hình thành toàn bộ lãnh thổ của Đại Ấn Độ,
Hiệp hội Nam Á vì sự Hợp tác Khu vực (SAARC) hoạt động từ năm 1985 với bảy thành viên là Ấn Độ, Bangladesh, Bhutan, Maldives, Nepal, Pakistan và Sri Lanka, đến năm 2007 thì Afghanistan trở thành thành viên thứ tám. Trung Quốc và Myanmar cũng đã nộp đơn xin quyền thành viên đầu đủ trong SAARC.. The World Factbook dựa trên cơ sở địa chính trị, dân cư và kinh tế đã định nghĩa rằng Nam Á gồm có Afghanistan, Ấn Độ, Bangladesh, Bhutan, Lãnh thổ Ấn Độ Dương thuộc Anh, Maldives, Nepal, Pakistan và Sri Lanka. Hiệp định Thương mại Tự do Nam Á kết nạp Afghanistan vào năm 2011, và Ngân hàng Thế giới nhóm toàn bộ các quốc gia này vào Nam Á, giống như Quỹ Nhi đồng Liên Hợp Quốc (UNICEF).
Sắp xếp phân vùng của Cơ quan Thống kê Liên Hợp Quốc nhóm toàn bộ các quốc gia SAARC cùng Iran thuộc về Nam Á chỉ áp dụng cho mục đích thống kê. Mạng lưới thông tin dân số (POPIN) xếp Afghanistan, Ấn Độ, Bangladesh, Myanmar, Nepal, Pakistan và Sri Lanka thuộc Nam Á. Maldives theo quan điểm của họ được xếp vào thành viên của mạng lưới phân vùng Thái Bình Dương POPIN. Chỉ số Hirschman–Herfindahl của Ủy ban Kinh tế và Xã hội Liên Hợp Quốc về châu Á và Thái Bình Dương xếp bảy thành viên ban đầu SAARC vào khu vực Nam Á.
Lãnh thổ Ấn Độ Dương thuộc Anh được liên kết với khu vực trong một ấn phẩm của Jane's vì nguyên nhân an ninh. Khu vực cũng có thể bao gồm lãnh thổ tranh chấp Aksai Chin, nó từng là bộ phận của thân vương quốc Jammu và Kashmir, song nay được quản lý dưới quyền khu tự trị Tân Cương của Trung Quốc.
Việc đưa Myanmar vào khu vực Nam Á không nhận được sự nhất trí, do nhiều người nhận định quốc gia này thuộc về Đông Nam Á và có những người khác cho rằng đây là quốc gia Nam Á. Afghanistan có ý nghĩa quan trọng đối với Đế quốc Anh, đặc biệt là sau Chiến tranh Anh-Afghanistan lần thứ hai vào năm 1878–1880. Afghanistan duy trì là một lãnh thổ bảo hộ được Anh bảo hộ cho đến năm 1919, khi một hiệp định với Vladimir Lenin có điều khoản trao độc lập cho Afghanistan. Sau phân chia Ấn Độ, Afghanistan thường được xếp vào Nam Á, song một số người cho rằng quốc gia này thuộc về Tây Nam Á. Trong Chiến tranh của Liên Xô tại Afghanistan (1979–1989), chính sách ngoại giao của Hoa Kỳ nhìn nhận Pakistan và Afghanistan thuộc Tây Nam Á, trong khi những nguồn khác xếp họ vào Nam Á. Không có nhất trí tổng thể trong giới học giả về các quốc gia thuộc Nam Á.
Trong quá khứ, việc thiếu một định nghĩa nhất quán về Nam Á dẫn đến việc không chỉ thiếu nghiên cứu hàn lâm, mà còn khiến thiếu quan tâm về các nghiên cứu như vậy. Sự mập mờ tồn tại cũng do thiếu một ranh giới rõ ràng về địa lý, địa chính trị, văn hoá-xã hội, kinh tế và lịch sử giữa Nam Á và các bộ phận khác thuộc châu Á, đặc biệt là với Trung Đông và Tây Nam Á. Nhận dạng một bản sắc Nam Á cũng ít quan trọng theo một khảo sát khắp Ấn Độ, Bangladesh, Nepal, Pakistan và Sri Lanka. Tuy nhiên, các định nghĩa hiện nay về Nam Á rất thống nhất trong việc xếp Afghanistan, Ấn Độ, Pakistan, Bangladesh, Sri Lanka, Nepal, Bhutan và Maldives là các quốc gia cấu thành.

### Tiểu lục địa Ấn Độ
Theo từ điển tiếng Anh Oxford, thuật ngữ "tiểu lục địa" nghĩa là "phân vùng của một lục địa vốn có một bản sắc địa lý, chính trị hoặc văn hoá riêng biệt" và cũng là một "đại lục lớn hay nhỏ hơn một chút so với một lục địa". Các sử gia Catherine Asher và Cynthia Talbot cho rằng thuật ngữ "tiểu lục địa Ấn Độ" mô tả một đại lục vật chất tự nhiên tại Nam Á, tương đối cô lập khỏi phần còn lại của đại lục Á-Âu. Tiểu lục địa Ấn Độ cũng là một thuật ngữ địa lý để chỉ đại lục trôi giạt về phía đông bắc từ siêu lục địa Gondwana cổ đại, va chạm với mảng Á-Âu gần 55 triệu năm trước, vào cuối Thế Paleocen. Khu vực địa chất này xét theo phạm vi lớn gồm có Ấn Độ, Bangladesh, Bhutan, Maldives, Nepal, Pakistan và Sri Lanka.
Việc sử dụng thuật ngữ tiểu lục địa Ấn Độ bắt đầu từ thời Đế quốc Anh, và đã là một thuật ngữ đặc biệt thông dụng trong các quốc gia kế thừa nó. Khu vực cũng được định danh là "Ấn Độ" (trong bối cảnh cổ đại và tiền hiện đại), "Đại Ấn Độ", hoặc là Nam Á.
Theo nhà nhân loại học John R. Lukacs, "Tiểu lục địa Ấn Độ chiếm phần lớn đại lục của Nam Á", trong khi giáo sư khoa học chính trị Tatu Vanhanen cho rằng "bảy quốc gia Nam Á về mặt địa lý tạo thành một khu vực kết tụ quanh tiểu lục địa Ấn Độ". Theo Chris Brewster, Ấn Độ, Pakistan, Bangladesh, Sri Lanka, Nepal và Bhutan tạo thành tiểu lục địa Ấn Độ; còn khi đưa Afghanistan và Maldives vào thì thường được gọi là Nam Á. Biên giới địa chính trị của tiểu lục địa Ấn Độ, theo quan điểm của Dhavendra Kumar, bao gồm "Ấn Độ, Pakistan, Bangladesh, Sri Lanka, Nepal, Bhutan và các đảo nhỏ khác trên Ấn Độ Dương". Maldives là quốc gia gồm một quần đảo nhỏ ở phía tây nam bán đảo Ấn Độ, và được nhìn nhận là thuộc tiểu lục địa Ấn Độ.
Thuật ngữ "tiểu lục địa Ấn Độ" và "Nam Á" đôi khi được sử dụng thay thế cho nhau. Thuật ngữ Nam Á đặc biệt phổ biến khi các học giả hoặc quan chức tìm cách phân biệt khu vực này với Đông Á. Theo các sử gia Sugata Bose và Ayesha Jalal, tiểu lục địa Ấn Độ được gọi là Nam Á "theo cách nói gần đây và trung lập hơn." Quan điểm "trung lập" này là chỉ đến mối quan tâm của Pakistan và Bangladesh, đặc biệt là với các xung đột giữa Ấn Độ và Pakistan, do "Ấn Độ" trong tên gọi có thể xúc phạm một số tình cảm chính trị .
Không tồn tại định nghĩa được toàn cầu chấp thuận về các quốc gia thuộc Nam Á hoặc tiểu lục địa Ấn Độ. Afghanistan không được cho là một phần của tiểu lục địa Ấn Độ, song quốc gia này thường được xếp vào Nam Á. Tương tự, Myanmar được một số học giả xếp vào Nam Á song không được cho là thuộc tiểu lục địa Ấn Độ.

## Lịch sử

### Thời kỳ cổ đại
Lịch sử của vùng lõi Nam Á bắt đầu cùng với bằng chứng về hoạt động mang tính con người của Homo sapiens từ 75.000 năm trước, hoặc là với các loài thuộc họ Người trước đó như Homo erectus từ khoảng 500.000 năm trước. Văn minh lưu vực sông Ấn được truyền bá và hưng thịnh tại phần tây bắc của Nam Á từ khoảng năm 3300 đến năm 1300 TCN tại khu vực nay thuộc Bắc Ấn Độ, Pakistan và Afghanistan, và là nền văn minh lớn đầu tiên tại Nam Á. Một nền văn hoá đô thị phức tạp và tiến bộ về công nghệ được phát triển trong giai đoạn Mature Harappan từ năm 2600 đến năm 1900 TCN.
Nền văn hoá tiền sử sớm nhất có nguồn gốc trong các di chỉ thời kỳ đồ đá giữa, được chứng minh thông qua các bức hoạ trên đá trong các hang đá Bhimbetka có niên đại trong giai đoạn 30.000 TCN hoặc từ trước đó; cũng như từ thời kỳ đồ đá mới. Theo nhà nhân loại học Possehl, nền văn minh lưu vực sông Ấn tạo ra một sự logic, nếu có chút tuỳ tiện thì có thể xem là điểm khởi đầu các tôn giáo Nam Á, song các liên kết giữa tôn giáo sông Ấn với các truyền thống Nam Á sau này là chủ đề tranh chấp mang tính học thuật.
Giai đoạn Vệ-đà được đặt tên theo tôn giáo Vệ-đà của người Ấn-Arya, kéo dài từ khoảng 1900 đến 500 TCN. Người Ấn-Arya là những mục dân di cư đến tây bắc Ấn Độ sau khi nền văn minh lưu vực sông Ấn sụp đổ, Các dữ liệu ngôn ngữ học và khảo cổ học thể hiện một thay đổi về văn hoá sau năm 1500 TCN, vì dữ liệu ngôn ngữ và tôn giáo thể hiện rõ các liên kết với ngôn ngữ và tôn giáo của người Ấn-Âu. Đến khoảng năm 1200 TCN, văn hoá và phương thức sinh hoạt nông nghiệp Vệ-đà được hình thành tại phần tây bắc và bắc của đồng bằng sông Hằng tại Nam Á. Các hình thức nhà nước sơ khai xuất hiện, trong đó liên minh Kuru-Pañcāla có ảnh hưởng nhất. Xã hội cấp độ nhà nước đầu tiên được xác nhận tại Nam Á tồn tại vào khoảng 1000 TCN. Trong giai đoạn này, theo lời Samuel, đã xuất hiện các tầng Brahmana và Aranyaka của văn bản Vệ-đà, hợp nhất với Upanishad từ lúc sơ khởi. Các văn bản này bắt đầu hỏi về ý nghĩa của một nghi lễ, tăng thêm mức độ về nghiên cứu triết học và siêu hình, hay là "sự tổng hợp Hindu".
Quá trình đô thị hoá tại Ấn Độ tăng lên trong khoảng từ 800 đến 400 TCN, và có khả năng là do các bệnh dịch đô thị lây lan nên quá trình này có đóng góp khiến trỗi dậy phong trào khổ hạnh và các tư tưởng mới thách thức Bà-la-môn giáo chính thống. Các tư tưởng này dẫn đến các phong trào Sramana, các nhân vật xuất chúng nhất trong đó là người đề xướng Jaina giáo Mahavira (khoảng 549–477 TCN), và người sáng lập Phật giáo là Tất-đạt-đa (khoảng 563-483 TCN).
Quân đội Hy Lạp dưới quyền Alexandros Đại đến trú tại khu vực Hindu Kush của Nam Á trong vài năm và sau đó chuyển đến khu vực thung lũng sông Ấn. Sau đó, Đế quốc Maurya bành trướng ra hầu hết Nam Á vào thế kỷ 3 TCN. Phật giáo được truyền bá ra ngoài tiểu lục địa Ấn Độ, theo hướng tây bắc đến Trung Á. Các tượng Phật tại Bamiyan của Afghanistan và các chỉ dụ của Ashoka gợi ý rằng các hoà thượng truyền bá Phật giáo (Dharma) tại các khu phía đông của Đế quốc Seleucos, và thậm chí có thể xa hơn đến Tây Á. Phật giáo Theravada (Nam tông) truyền bá từ Ấn Độ về phía nam đến Sri Lanka vào thế kỷ 3 TCN, sau đó truyền sang Đông Nam Á. Đến thế kỷ cuối TCN, Phật giáo đã trở nên nổi bật tại khu vực Himalaya, Gandhara, Hindu Kush và Bactria.
Từ khoảng 500 TCN đến 300 CN, sự tổng hợp Vệ-đà-Bà-la-môn hay "sự tổng hợp Ấn Độ giáo" vẫn tiếp tục. Các tư tưởng Ấn Độ giáo cổ điển và Sa Môn (đặc biệt là Phật giáo) truyền bá trong tiểu lục địa Ấn Độ, cũng như ra bên ngoài Nam Á. Đế quốc Gupta cai trị một lãnh thổ lớn trên tiểu lục địa từ thế kỷ 4 đến thế kỷ 7, trong giai đoạn này diễn ra việc xây dựng các ngôi đền, tu viện và đại học quy mô lớn như Nalanda. Trong giai đoạn này, và suốt thế kỷ 10, nhiều tu viện và đền thờ trong hang động như quần thể hang động Ajanta, đền thờ hang động Badami và các hang động Ellora được xây dựng tại Nam Á.

### Thời kỳ trung đại
Hồi giáo trở thành một thế lực chính trị tại vùng rìa của Nam Á vào thế kỷ 8 khi Tướng quân người Ả Rập Muhammad bin Qasim chinh phục Sindh và Multan tại miền nam Punjab nay thuộc Pakistan. Đến năm 962, các vương quốc Ấn Độ giáo và Phật giáo tại Nam Á phải đương đầu với một làn sóng tấn công từ các đội quân Hồi giáo đến từ Trung Á. Trong số này có Mahmud của Ghazni, ông tấn công và cướp bóc các vương quốc tại miền bắc Ấn Độ nằm từ phía đông sông Ấn đến phía tây sông Yamuna trong 17 lần từ năm 997 đến năm 1030. Mahmud của Ghazni tấn công vào ngân khố song sau đó đều rút đi, chỉ mở rộng quyền cai trị của Hồi giáo đến miền tây Punjab.
Các làn sóng tấn công của chiến binh Hồi giáo vào các vương quốc miền bắc và miền tây Ấn Độ vẫn tiếp tục sau thời Mahmud của Ghazni, họ cướp bóc các vương quốc này. Các cuộc tấn công không tạo thành hoặc mở rộng biên giới cố định của các vương quốc Hồi giáo. Ghurid Sultan Mu'izz al-Din Muhammad bắt đầu một cuộc chiến tranh có hệ thống nhằm bành trướng đến miền bắc Ấn Độ vào năm 1173. Ông tìm cách tạo ra một lãnh địa cho mình bằng cách bành trướng thế giới Hồi giáo. Mu'izz nỗ lực để vương quốc Hồi giáo Sunni của mình bành trướng về phía đông của sông Ấn, nhờ đó ông đặt nền móng cho một vương quốc Hồi giáo mà sau này trở thành Vương quốc Hồi giáo Delhi. Một số sử gia ghi vào biên biên sử về Vương quốc Hồi giáo Delhi từ năm 1192 do từ khi đó có sự hiện diện và yêu sách địa lý của Mu'izz al-Din tại Nam Á. Vương quốc Hồi giáo Delhi bao phủ nhiều phần khác nhau của Nam Á, thuộc quyền cai trị của nhiều triều đại là Mamluk, Khalji, Tughlaq, Sayyid và Lodi. Muhammad bin Tughlaq lên nắm quyền vào năm 1325, ông phát động một cuộc chiến nhằm bành trướng lãnh thổ, kết quả là Vương quốc Hồi giáo Delhi đạt đến phạm vi lãnh thổ lớn nhất trên tiểu lục địa Ấn Độ trong thời gian trị vì 26 năm của ông. Một sultan theo Hồi giáo Sunni là Muhammad bin Tughlaq tiến hành ngược đãi những người không theo Hồi giáo như tín đồ Ấn Độ giáo, cũng như ngược đãi những người Hồi giáo không theo hệ Sunni như tín đồ Shia và Mahdi.
Các cuộc khởi nghĩa chống lại Vương quốc Hồi giáo Delhi nổ ra tại nhiều nơi của Nam Á trong thế kỷ 14. Sau khi Muhammad bin Tughlaq qua đời, Vương quốc Hồi giáo Bengal trỗi dậy vào năm 1352 do Vương quốc Hồi giáo Delhi bắt đầu tan rã. Vương quốc Hồi giáo Bengal duy trì được thế lực đến đầu thế kỷ 16. Quốc gia này bị quân đội của Đế quốc Mughal chinh phục. Quốc giáo của Vương quốc Hồi giáo Bengal là Hồi giáo, và khu vực nằm dưới quyền cai quản của quốc gia này, nay là Bangladesh, đã phát triển một dạng Hồi giáo hổ lốn. Trong khu vực Deccan, Đế quốc Vijayanagara theo Ấn Độ giáo hình thành vào năm 1336 và duy trì nắm quyền đến thế kỷ 16, sau đó nó cũng bị Đế quốc Mughal chinh phục.
Khoảng năm 1526, Thống đốc Punjab là Dawlat Khan Lodī liên hệ với Babur tại Trung Á và mời ông ta tấn công Vương quốc Hồi giáo Delhi. Babur đánh bại và giết chết Sultan của Delhi là Ibrahim Lodi trong trận Panipat vào năm 1526. Cái chết của Ibrahim Lodi đánh dấu chấm hết cho Vương quốc Hồi giáo Delhi, thế chỗ của nó là Đế quốc Mughal.

### Thời kỳ hiện đại
Giai đoạn lịch sử hiện đại của Nam Á bắt đầu từ thế kỷ 16, cùng với quyền cai trị của triều đại Mughal đến từ Trung Á, họ có nguồn gốc Thổ-Mông Cổ và theo thần học Hồi giáo Sunni. Babur cai trị một đế quốc mở rộng về phía tây bắc và đồng bằng Ấn-Hằng của Nam Á. Còn khu vực Deccan và đông bắc của Nam Á phần lớn vẫn nằm dưới quyền các quân chủ theo Ấn Độ giáo như Đế quốc Vijayanagara và Vương quốc Ahom, còn một số khu vực thuộc Telangana và Andhra Pradesh ngày nay nằm dưới quyền cai trị của các vương quốc Hồi giáo địa phương như Golconda.
Đế quốc Mughal tiếp tục các cuộc chiến tranh nhằm bành trướng lãnh thổ sau khi Babur qua đời. Đến khi các vương quốc Rajput cũng như Vijayanagara thất thủ, biên giới đế quốc vươn đến toàn bộ phần phía tây, cũng như các khu vực nói tiếng Marathi và Kannada của bán đảo Deccan. Đế quốc Mughal ghi dấu ấn với một giai đoạn giao lưu nghệ thuật và một sự tổng hợp kiến trúc Trung Á và Nam Á, với các công trình xuất chúng như Taj Mahal. Đế quốc còn ghi dấu ấn bằng một giai đoạn ngược đãi tôn giáo kéo dài. Hai trong số các thủ lĩnh của Sikh giáo là Guru Arjan và Guru Tegh Bahadur bị bắt giữ theo lệnh của các hoàng dế Mughal, bị yêu cầu đổi sang Hồi giáo, và bị hành quyết khi họ từ chối. Đế quốc áp đặt các khoản thuế tôn giáo với người không theo Hồi giáo, có tên là jizya. Các đền thờ Phật giáo, Ấn Độ giáo và Sikh giáo bị mạo phạm. Tuy nhiên, không phải tất cả các quân chủ Hồi giáo đều ngược đãi người không theo Hồi giáo, như Akbar đã theo đuổi khoan dung tôn giáo và bãi bỏ jizya. Sau khi ông mất, việc ngược đãi người không theo Hồi giáo tại Nam Á được khôi phục. Ngược đãi và bạo lực tôn giáo tại Nam Á đạt đỉnh điểm trong giai đoạn Aurangzeb cai trị, ông ban hành các sắc lệnh vào năm 1669 để yêu cầu thống đốc các tỉnh phá huỷ các trường học và đền thờ của người ngoại đạo. Trong thời kỳ Aurangzeb cai trị, hầu như toàn bộ Nam Á đều bị Đế quốc Mughal yêu sách lãnh thổ. Tuy nhiên, yêu sách này gặp phải thách thức mãnh liệt tại nhiều khu vực của Nam Á, đặc biệt là Guru Gobind Singh theo Sikh giáo tại tây bắc, và từ Shivaji trên các khu vực Deccan.
Mậu dịch hàng hải giữa các thương nhân Nam Á và châu Âu bắt đầu sau khi nhà thám hiểm người Bồ Đào Nha Vasco de Gama trở về châu Âu. Sau khi Aurangzeb qua đời và Đế quốc Mughal sụp đổ, Nam Á nằm dưới quyền cai trị của nhiều vương quốc nhỏ theo Hồi giáo hoặc Ấn Độ giáo. Thực dân Anh, Pháp và Bồ Đào Nha đạt được hiệp ước với các quân chủ này, và lập nên các thương cảng của họ. Tại phía tây bắc của Nam Á, một khu vực lớn được hợp nhất thành Đế quốc Sikh dưới quyền Ranjit Singh. Sau khi người này qua đời, Đế quốc Anh bành trướng lợi ích của họ đến khu vực Hindu Kush. Về phía đông, khu vực Bengal bị Đế quốc Anh phân chia thành Đông Bengal theo Hồi giáo và Tây Bengal theo Ấn Độ giáo vào đầu thế kỷ 20, song sau đó bị đảo ngược. Tuy nhiên, sau Chiến tranh thế giới thứ hai, trước khi Ấn Độ độc lập, khu vực Bengal lại được phân chia thành Đông Pakistan và Tây Bengal. Đông Pakistan trở thành Bangladesh vào năm 1971.

## Địa lý

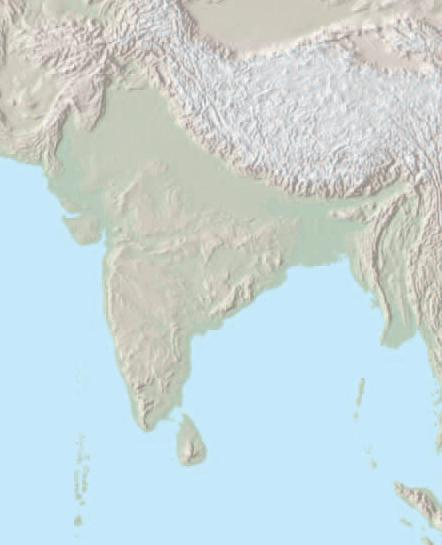
Bản đồ địa hình Nam Á

Theo Saul Cohen, các nhà chiến lược thời kỳ đầu thực dân xếp chung Nam Á với Đông Á, song trên thực tế khu vực Nam Á ngoại trừ Afghanistan là một khu vực địa chính trị riêng biệt so với các địa hạt địa chính trị lân cận. Khu vực có nhiều đặc điểm địa lý, như các sông băng, rừng mưa, thung lũng, hoang mạc và đồng cỏ, là điển hình của các lục địa lớn hơn nhiều. Bao quanh Nam Á là ba vùng biển  – vịnh Bengal, Ấn Độ Dương và biển Ả Rập – và có các đới khí hậu rất khác nhau. Mũi của bán đảo Ấn Độ có ngọc trai chất lượng cao nhất.
Ranh giới của Nam Á thay đổi tuỳ theo định nghĩa về khu vực. Ranh giới phía bắc, đông và tây có khác nhau, còn Ấn Độ Dương là giới hạn phía nam. Hầu hết khu vực nằm trên mảng Ấn Độ và cô lập với phần còn lại của châu Á qua các chướng ngại vật là núi. Phần lớn Nam Á nằm trên một bán đảo khá giống với một viên kim cương, giới hạn bởi Himalaya về phía bắc, Hindu Kush về phía tây và Arakan về phía đông, và kéo dài về phía nam nhô ra Ấn Độ Dương.
Theo Robert M. Cutler, các thuật ngữ Nam Á, Tây Nam Á và Trung Á là riêng biệt, song có lẫn lộn và bất đồng nảy sinh do vận động địa chính trị để mở rộng không gian của Đại Nam Á, Đại Tây Nam Á và Đại Trung Á. Ranh giới của Đại Nam Á, theo lời Cutler, trong giai đoạn 2001–2006 đã được mở rộng về mặt địa chính trị đến miền đông Iran và miền tây Afghanistan ở phía tây, và tại phía bắc đã mở rộng đến đông bắc của Iran, miền bắc Afghanistan, và miền nam Uzbekistan.
Hầu hết khu vực là một tiểu lục địa nằm trên mảng Ấn Độ, là phần phía bắc của mảng Ấn-Úc, tách biệt với phần còn lại của mảng Á-Âu. Mảng Ấn Độ tạo thành một đại lục trải dài từ Himalaya đến một phần của bồn địa bên dưới Ấn Độ Dương, bao gồm một số phần của Hoa Nam và Đông Indonesia, cũng như các dãy Côn Luân và Karakoram, và mở rộng tới song không bao gồm Ladakh, Kohistan, dãy Hindu Kush và Balochistan. Có thể lưu ý rằng về mặt địa vật lý thì sông Yarlung Tsangpo tại Tây Tạng nằm ngoài ranh giới của cấu trúc tiểu lục địa, trong khi dãy núi Pamir tại Tajikistan nằm trong ranh giới này. Tiểu lục địa Ấn Độ từng là một lục địa riêng biệt trước khi va chạm với mảng Á-Âu vào khoảng 50-55 triệu năm trước, tạo ra dãy Himalayan và cao nguyên Thanh-Tạng.

### Khí hậu

Bản đồ phân loại khí hậu Köppen của Nam Á dựa trên thảm thực vật, nhiệt độ, giáng thủy và tính chất mùa.
Rừng mưa nhiệt đới (Af)
Nhiệt đới gió mùa (Am)
Xavan nhiệt đới (Aw)
Hoang mạc nóng (BWh)
Hoang mạc lạnh (BWk)
Bán khô hạn nóng (BSh)
Bán khô hạn lạnh (BSk)
Địa Trung Hải (Csa)
Cận nhiệt đới ẩm, mùa đông khô (Cwa)
Cận nhiệt đới vùng cao (Cwb)
Cận nhiệt đới ẩm, không khô (Cfa)
Lục địa mùa hè nóng (Dsa)
Lục địa mùa hè ấm (Dsb)
Lục địa mùa đông khô (Dwb)
Cận cực (Dwc)

Khí hậu của Nam Á khác biệt đáng kể giữa các địa phương, từ nhiệt đới gió mùa ở phía nam đến ôn đới tại phía bắc. Sự đa dạng này chịu ảnh hưởng không chỉ bởi độ cao, mà còn do các yếu tố khác như khoảng cách với bờ biển và tác động theo mùa của gió mùa. Phần phía nam hầu hết sẽ nóng vào mùa hè và có mưa vào các giai đoạn gió mùa. Dải đồng bằng Ấn-Hằng ở phía bắc cũng nóng vào mùa hè, song mát hơn vào mùa đông. Vùng núi phía bắc lạnh hơn và có tuyết ở những nơi có độ cao lớn trên dãy Himalaya. Do dãy Himalaya ngăn gió lạnh Bắc Á nên nhiệt độ tại các đồng bằng ôn hoà hơn đáng kể. Hầu hết các địa phương có khí hậu gió mùa, duy trì ẩm trong mùa hè và khô trong mùa đông, và tạo thuận lợi để trồng đay, trà, lúa gạo và các loại cây khác.
Nam Á nhìn chung được phân thành bốn đới khí hậu lớn:
- Rìa bắc của Ấn Độ và vùng cao phía bắc Pakistan có khí hậu cận nhiệt đới lục địa khô
- Viễn nam của Ấn Độ và phần tây nam của Sri Lanka có khí hậu xích đạo
- Hầu hết phần bán đảo có khí hậu nhiệt đới với các biến thể:
  - Khí hậu cận nhiệt đới ẩm tại phần tây bắc của Ấn Độ
  - Khí hậu nhiệt đới nóng có mùa đông mát tại Bangladesh
  - Khí hậu bán khô hạn nhiệt đới tại trung tâm
- Dãy Himalaya có khí hậu núi cao

Độ ẩm tương đối cao nhất là trên 80%, được ghi nhận tại vùng đồi Khasi và Jaintia thuộc Đông Bắc Ấn Độ, và Sri Lanka, trong khi khu vực Pakistan và miền tây Ấn Độ ghi nhận được mức dưới 20%–30%. Khí hậu Nam Á phần lớn có đặc điểm do gió mùa. Nam Á phụ thuộc rất nhiều vào mưa do gió mùa. Hai hệ thống gió mùa tồn tại trong khu vực:
- Gió mùa mùa hè: Gió thổi từ phía tây nam đến hầu hết các địa phương của khu vực. Nó gây ra 70%–90% lượng giáng thủy thường niên.
- Gió mùa mùa đông: Gió thổi từ phía đông bắc, chiếm ưu thế tại Sri Lanka và Maldives.

Giai đoạn ấm nhất trong năm là trước mùa gió mùa (tháng 3 đến giữa tháng 6). Trong mùa hè, áp thấp tập trung trên đồng bằng Ấn-Hằng và gió áp cao từ Ấn Độ Dương thổi vào trung tâm. Gió mùa là mùa mát thứ nhì trong năm vì nó có độ ẩm cao và có sương mù bao phủ. Tuy nhiên, vào đầu tháng 6 các dòng tia biến mất trên cao nguyên Thanh-Tạng, áp thấp trên thung lũng sông Ấn giảm sâu và đới hội tụ nhiệt đới (ITCZ) chuyển đến. Diễn ra sự thay đổi dữ dội. Các áp thấp gió mùa khá mạnh hình thành trên vịnh Bengal và đổ bộ từ tháng 6 đến tháng 9.

## Dữ liệu thống kê
| Quốc gia    | Dân số (2021) | Ngôn ngữ                                                  | Tôn giáo                                          | Sắc tộc                                             | Đơn vị tiền tệ     |
| ----------- | ------------- | --------------------------------------------------------- | ------------------------------------------------- | --------------------------------------------------- | ------------------ |
| Afghanistan | 38,928,000    | Tiếng Pashto, Tiếng Dari                                  | Hồi giáo                                          | Người Pashto, Người Dari                            | Afghan Afghanistan |
| Ấn Độ       | 1,380,000,000 | Tiếng Hindi, Tiếng Anh                                    | Hindu, Hồi giáo, Cơ Đốc giáo                      | Người Hindi (25%), Khác (75%)                       | Rupee Ấn Độ        |
| Bangladesh  | 164,680,000   | Tiếng Bengal                                              | Hồi giáo                                          | Người Bengal                                        | Taka Bangladesh    |
| Bhutan      | 773,000       | Tiếng Dzongkha                                            | Phật giáo                                         | Người Bhutan                                        | Ngultrum Bhutan    |
| Maldives    | 540,000       | Tiếng Dhivehi                                             | Hồi giáo                                          | Người Dhivehi                                       | Rufiyaa Maldives   |
| Nepal       | 29,135,000    | Tiếng Nepal                                               | Hindu                                             | Người Nepal                                         | Rupee Nepal        |
| Pakistan    | 220,903,000   | Tiếng Urdu, Tiếng Punjab                                  | Hồi giáo                                          | Người Punjab, Người Sindh                           | Rupee Pakistan     |
| Sri Lanka   | 21,413,000    | Tiếng Sinhala                                             | Phật giáo, Hồi giáo, Cơ Đốc giáo                  | Người Sinhala                                       | Rupee Sri Lanka    |
| Tổng cộng   | 1.856.372.000 | Tiếng Hindi, Urdu, Punjab, Bengal, Nepal, Sinhala, Pashto | Hindu, Hồi giáo, Cơ Đốc giáo, Sikh, Jaina và Phật | Người Hindi, Punjab, Bengal, Nepal, Sinhala, Pashto | -                  |

### Dân số quá khứ và trong tương lai
| Rank  | Country    | Area (km²) | 1950    | 2000      | 2020      | 2050      | 2100      |
| ----- | ---------- | ---------- | ------- | --------- | --------- | --------- | --------- |
| 1     | Ấn Độ      | 3,287,263  | 369,881 | 1,006,301 | 1,350,100 | 1,656,564 | 1,659,786 |
| 2     | Pakistan   | 881,913    | 40,383  | 152,430   | 214,050   | 300,848   | 364,283   |
| 3     | Bangladesh | 147,570    | 45,646  | 132,510   | 167,900   | 201,249   | 169,541   |
| 4     | Nepal      | 147,181    | 8,990   | 24,819    | 29,700    | 36,107    | 29,677    |
| 5     | Sri Lanka  | 65,610     | 7,534   | 19,042    | 20,900    | 25,167    | 14,857    |
| 6     | Bhutan     | 38,394     | 164     | 606       | 800       | 972       | 793       |
| 7     | Maldives   | 298        | 80      | 300       | 451       | 465       | 438       |
| Total | Total      | 4.568.221  | 480,829 | 1,358,111 | 1,794,351 | 2,295,046 | 2,297,013 |

## Nhân khẩu
Dân số Nam Á đạt khoảng 1,749 tỉ người vào năm 2013, là khu vực đông dân nhất thế giới. Đây là một khu vực có xã hội rất hỗn tạp, có nhiều nhóm ngôn ngữ và tôn giáo, và hoạt động xã hội trong một tôn giáo có thể khác biệt lớn giữa các địa phương.
Nam Á có một số thành thị thuộc nhóm đông dân nhất thế giới, trong đó Delhi, Karachi, Mumbai và Dhaka là bốn siêu thành phố thuộc hàng lớn nhất thế giới. 
| Hạng | Thành phố | Địa phương               | Quốc gia   | Dân số (2022) | Diện tích (km²) | Mật độ (/km²) |  |
| ---- | --------- | ------------------------ | ---------- | ------------- | --------------- | ------------- |  |
| 1    | Delhi     | Lãnh thổ Liên bang Delhi | Ấn Độ      | 24.998.000    | 2.072           | 12.100        |  |
| 2    | Karachi   | Sindh                    | Pakistan   | 24.300.000    | 945             | 23.400        |  |
| 3    | Mumbai    | Maharashtra              | Ấn Độ      | 17.712.000    | 546             | 32.400        |  |
| 4    | Dhaka     | Dhaka                    | Bangladesh | 15.669.000    | 360             | 43.500        |  |
| 5    | Kolkata   | Tây Bengal               | Ấn Độ      | 14.667.000    | 1.204           | 12.200        |  |
| 6    | Lahore    | Punjab                   | Pakistan   | 10.052.000    | 790             | 12.700        |  |
| 7    | Bengaluru | Karnataka                | Ấn Độ      | 9.807.000     | 1.116           | 8.400         |  |
| 8    | Chennai   | Tamil Nadu               | Ấn Độ      | 9.714.000     | 375             | 25.900        |  |
| 9    | Hyderabad | Telangana                | Ấn Độ      | 8.754.000     | 971             | 10.000        |  |
| 10   | Ahmedabad | Gujarat                  | Ấn Độ      | 7.186.000     | 464             | 20.600        |  |

### Ngôn ngữ

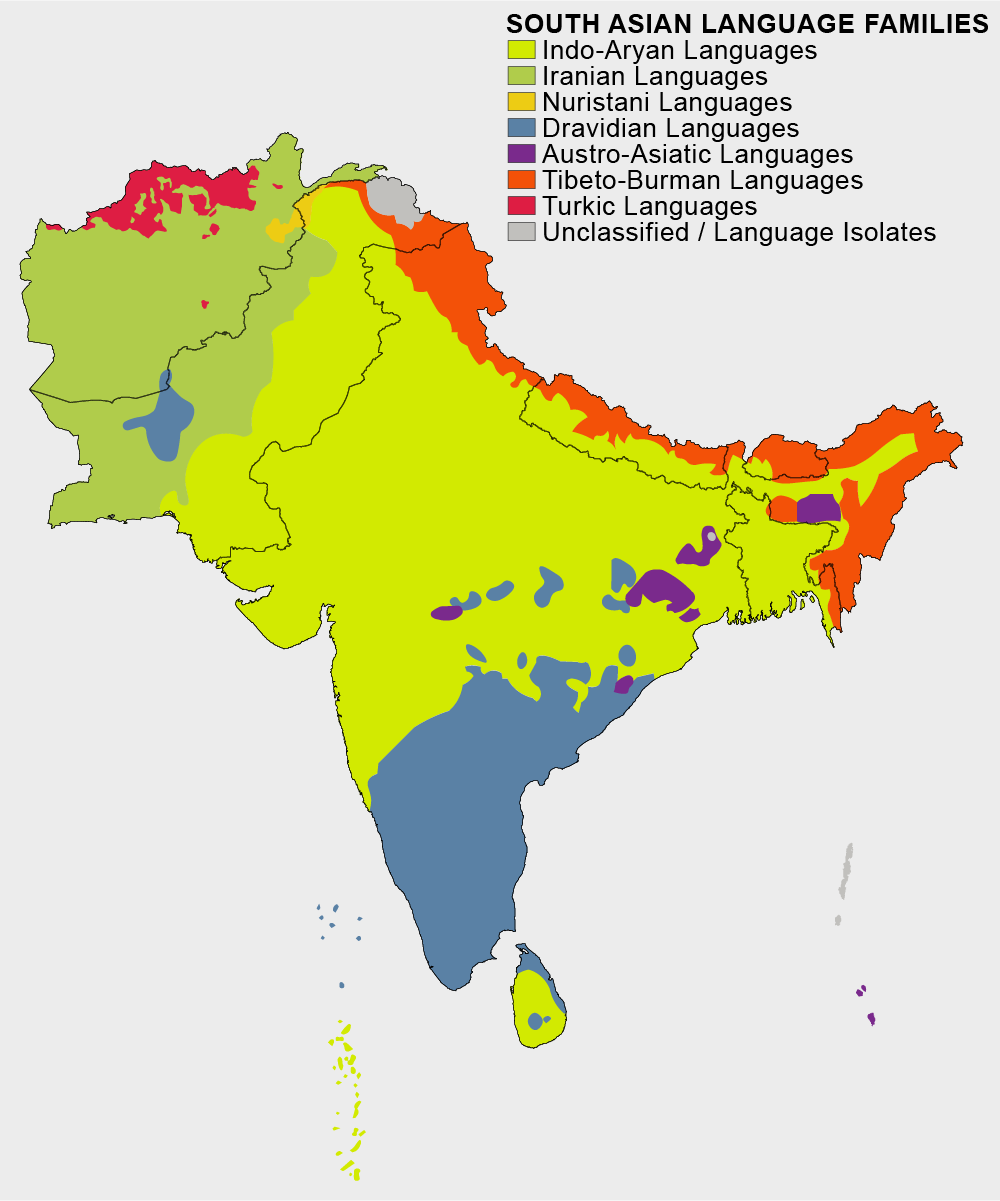
Phân bố các nhóm ngôn ngữ tại Nam Á.

Nam Á có nhiều ngôn ngữ, ngôn ngữ nói phần lớn phân chia theo địa lý và vượt qua ranh giới tôn giáo, song chữ viết được phân chia rõ ràng theo ranh giới tôn giáo. Cụ thể, người Hồi giáo tại Nam Á như tại Afghanistan và Pakistan sử dụng chữ cái Ả Rập-Ba Tư. Trước năm 1971, người Hồi giáo Bangladesh (khi đó là Đông Pakistan) từng được yêu cầu chỉ sử dụng chữ cái Nastaliq Ba Tư, song sau đó chọn các chữ cái trong khu vực và cụ thể là Bengal. Người không theo Hồi giáo tại Nam Á, cùng một số người Hồi giáo tại Ấn Độ lại sử dụng các chữ viết là di sản từ truyền thống cổ xưa, như các kiểu chữ viết bắt nguồn từ chữ Brahmi đối với các ngôn ngữ Ấn-Âu và các chữ cái phi Brahmi đối với các ngôn ngữ Dravida và các ngôn ngữ khác.
Chữ Nagari mang tính đại diện trong các chữ viết Nam Á truyền thống. Chữ Devanagari được sử dụng cho hơn 120 ngôn ngữ Nam Á, như Hindi, Marath, Nepal, Pali, Konkan, Bodo, Sindh và Maithil, do đó nó là một trong các hệ thống chữ viết được sử dụng và chấp nhận nhiều nhất trên thế giới. Chữ Devanagari cũng được dùng trong các văn bản Sanskrit cổ đại.
Ngôn ngữ nói lớn nhất trong khu vực Nam Á là Hindi, tiếp đến là Bengal, Telugu, Tamil, Gujarat và Punjab. Trong thời hiện đại, các ngôn ngữ hổ lốn mới đã được phát triển trong khu vực, như Urdu được người Hồi giáo tại miền bắc tiểu lục địa Ấn Độ sử dụng (đặc biệt là tại Pakistan và các bang phía bắc Ấn Độ). Tiếng Punjab được tín đồ ba tôn giáo là Hồi giáo, Ấn Độ giáo và Sikh giáo sử dụng, ngôn ngữ nói tương đồng giữa họ, song mỗi cộng đồng lại dùng một kiểu chữ viết. Người theo Sikh giáo sử dụng chữ Gurmukhi, người Punjab theo Hồi giáo tại Pakistan sử dụng chữ Nastaliq, còn người Punjab theo Ấn Độ giáo tại Ấn Độ sử dụng chữ Gurmukhi hoặc chữ Nāgarī. Các chữ Gurmukhi và Nagari là riêng biệt song thân cận về cấu trúc, song chữ Nastaliq Ba Tư rất khác biệt.
Tiếng Anh theo chính tả Anh Quốc được sử dụng phổ biến trong các khu vực đô thị, và là một ngôn ngữ chung trong kinh tế tại Nam Á ở mức độ lớn.

### Tôn giáo

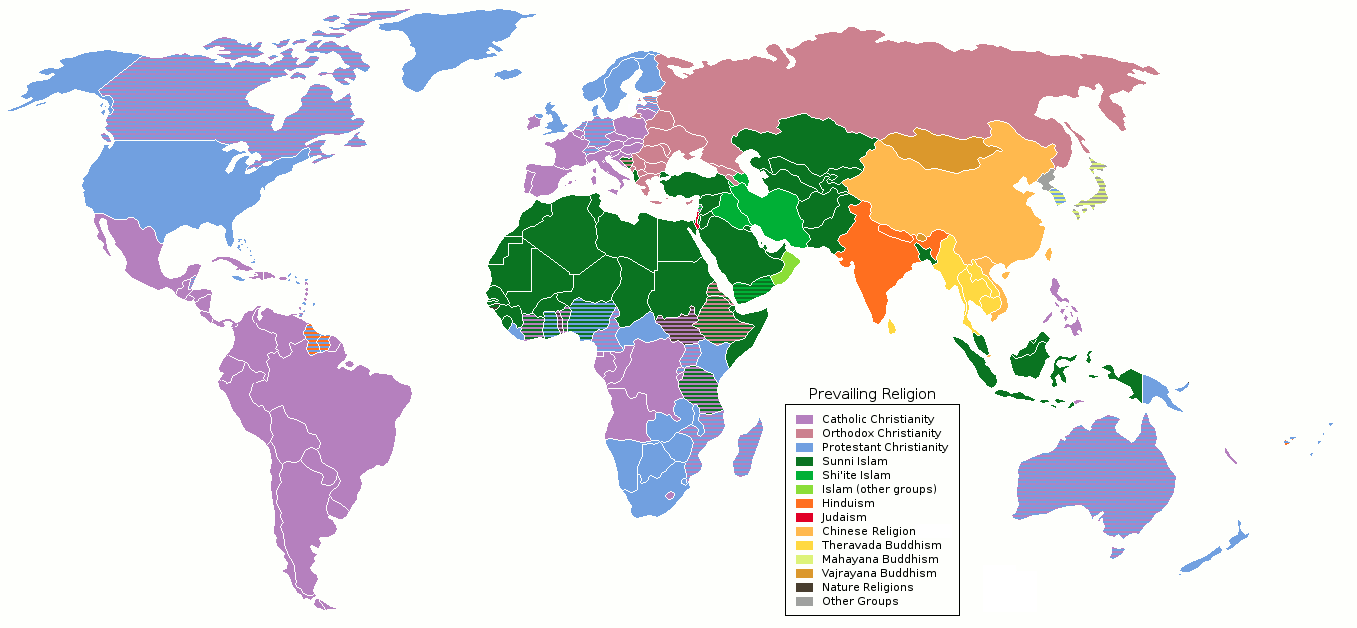
Bản đồ các tôn giáo lớn trên thế giới

Tính đến năm 2010, Nam Á có số lượng tín đồ Ấn Độ giáo, Jaina giáo và Sikh giáo đông đảo nhất thế giới, cùng khoảng 510 triệu người Hồi giáo, cùng hơn 25 triệu tín đồ Phật giáo và 35 triệu tín đồ Cơ Đốc giáo. Tín đồ Ấn Độ giáo chiếm khoảng 63% hay khoảng 1 tỉ người, còn người Hồi giáo chiếm 31% dân số Nam Á,. Tín đồ Ấn Độ giáo, Phật giáo, Jaina giáo, Sikh giáo và Cơ Đốc giáo tập trung tại Ấn Độ, Nepal, Sri Lanka và Bhutan, còn tín đồ Hồi giáo tập trung tại Afghanistan (99%), Bangladesh (90%), Pakistan (96%) và Maldives (100%).
"Các tôn giáo Ấn Độ" được dùng để chỉ các tôn giáo có nguồn gốc từ tiểu lục địa Ấn Độ; gồm Ấn Độ giáo, Jaina giáo, Phật giáo và Sikh giáo. Các tôn giáo Ấn Độ khác biệt song chia sẻ thuật ngữ, khái niệm, mục tiêu và tư tưởng, và từ tiểu lục địa Ấn Độ chúng được truyền bá sang Đông Á và Đông Nam Á. Cơ Đốc giáo và Hồi giáo ban đầu được đưa đến các khu vực ven biển của Nam Á, từ các thương gia đến định cư trong cộng đồng địa phương. Sau đó Sindh, Balochistan, và nhiều nơi của Punjab bị chinh phục bởi các đế quốc của người Ả Rập, cùng với đó là một dòng người Hồi giáo đến từ Ba Tư và Trung Á, kết quả là truyền bá cả Hồi giáo Shia và Sunni đến nhiều nơi thuộc phần tây bắc của Nam Á. Tiếp đến, dưới ảnh hưởng của các quân chủ Hồi giáo trong các vương quốc Hồi giáo và Đế quốc Mughal, Hồi giáo được truyền bá khắp Nam Á.
| Afghanistan | Hồi giáo (99%), Ấn Độ giáo, Sikh giáo và Cơ Đốc giáo (1%)                                                                    |
| Ấn Độ       | Ấn Độ giáo (79,5%), Hồi giáo (14,5%), Cơ Đốc giáo (2,3%), Sikh giáo (1,7%), Phật giáo (0,7%), Jaina giáo (0,4%), khác (0,9%) |
| Bangladesh  | Hồi giáo (90%), Ấn Độ giáo (9%), Phật giáo (0,6%), Cơ Đốc giáo (0,3%), khác (0,1%)                                           |
| Bhutan      | Phật giáo (75%), Ấn Độ giáo (25%)                                                                                            |
| Maldives    | Sunni Hồi giáo (100%) (One must be a Sunni Muslim to be a citizen on the Maldives)                                           |
| Nepal       | Ấn Độ giáo (82%), Phật giáo (9,0%), Hồi giáo (4,4%), Kirat (3,1%), Cơ Đốc giáo (1,4%), khác (0,8%)                           |
| Pakistan    | Hồi giáo (96,28%), Ấn Độ giáo (2%), Cơ Đốc giáo (1,59%), Ahmaddiyya (0,22%)                                                  |
| Sri Lanka   | Phật giáo (70,19%), Ấn Độ giáo (12,61%), Hồi giáo (9,71%), Cơ Đốc giáo (7,45%).                                              |

## Kinh tế

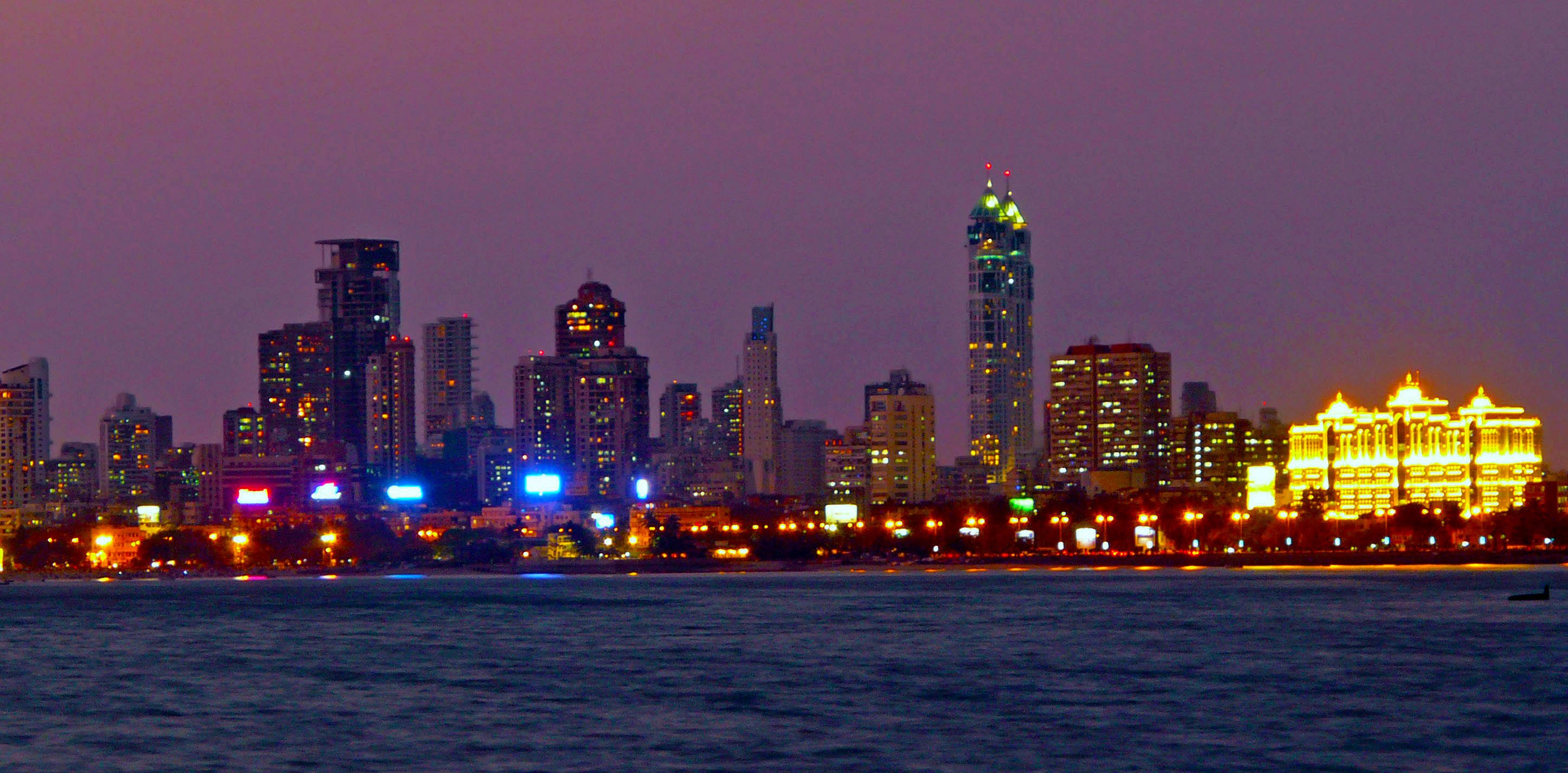
Quang cảnh Mumbai về đêm

Đến năm 2015, Ấn Độ là nền kinh tế lớn nhất và tăng trưởng nhanh nhất trong khu vực, chiếm khoảng 82% kinh tế Nam Á; đây là nền kinh tế lớn thứ bảy thế giới xét theo GDP danh nghĩa và đứng thứ 3 nếu tính theo sức mua tương đương. Ấn Độ là quốc gia Nam Á duy nhất là thành viên của nhóm các nền kinh tế lớn G-20 và BRICS. Ấn Độ là nền kinh tế lớn có mức tăng trưởng nhanh nhất thế giới, và thuộc vào hàng cao nhất thế giới với 7,3% trong năm tài chính 2014–15. Pakistan là nền kinh tế lớn thứ hai trong khu vực và có GDP/người đứng thứ 5, tiếp đến là Bangladesh. Sri Lanka là nền kinh tế lớn thứ tư, có GDP/người đứng thứ nhì trong khu vực. Theo một báo cáo của Ngân hàng Thế giới vào năm 2015, nhờ thúc đẩy từ tăng trưởng mạnh mẽ tại Ấn Độ, cộng với giá dầu mỏ thuận lợi, từ quý cuối của năm 2014 Nam Á trở thành khu vực tăng trưởng nhanh nhất trên thế giới
Các thị trường chứng khoán lớn trong khu vực là sàn chứng khoán Bombay (BSE), sàn giao dịch chứng khoán quốc gia Ấn Độ (NSE), và sàn giao dịch chứng khoán Karachi.
Theo dữ liệu từ Quỹ Tiền tệ quốc tế, vào tháng 4 năm 2017:.
| Quốc gia    | Tiền tệ      | Dân số (2017) | GDP danh nghĩa (2017) | GDP/người (2017) | Tăng trưởng GDP (2017) | Lạm phát (2017) |
| ----------- | ------------ | ------------- | --------------------- | ---------------- | ---------------------- | --------------- |
| Afghanistan | ؋ Afghani    | 34.169.169    | 20,57 tỉ USD          | 559              | 3%                     | 6%              |
| Bangladesh  | ৳ Taka       | 164.827.718   | 248,85 tỉ USD         | 1.520 USD        | 6,9%                   | 6,4%            |
| Bhutan      | Nu. Ngultrum | 792.877       | 2,31 tỉ USD           | 2.870            | 5,9%                   | 4,1%            |
| Ấn Độ       | ₹ Rupee      | 1.342.512.706 | 2,45 nghìn tỉ USD     | 1.850 USD        | 7,2%                   | 4,8%            |
| Maldives    | ރ Rufiyaa    | 375.867       | 3,58 tỉ USD           | 9.950 USD        | 4,1%                   | 2,5%            |
| Nepal       | रु Rupee      | 29.187.037    | 23,32 tỉ USD          | 799 USD          | 5,5%                   | 6,7%            |
| Pakistan    | ₨ Rupee      | 207.774.520   | 304,4 tỉ USD          | 1.629 USD        | 5%                     | 4,3%            |
| Sri Lanka   | රු Rupee      | 20.905.335    | 84,02 tỉ USD          | 3.930 USD        | 4,5%                   | 5,8%            |

## Y tế
Theo Tổ chức Y tế Thế giới, Nam Á có hai trong ba quốc gia trên thế giới vẫn chịu tác động từ bệnh bại liệt là Pakistan và Afghanistan. Các nỗ lực nhằm diệt trừ bệnh bại liệt chịu ảnh hưởng nặng nề từ phản đối của các chiến binh tại hai quốc gia vì sợ bị do thám.
Theo báo cáo của Ngân hàng Thế giới vào năm 2011, có khoảng 24,6% cư dân Nam Á sống dưới ngưỡng nghèo quốc tế là 1,25 USD mỗi ngày. Afghanistan và Bangladesh có tỷ lệ cao nhất với lần lượt là 30,6% và 43,3%. Bhutan, Maldives và Sri Lanka có tỷ lệ cư dân sống dưới mức nghèo thấp hơn, lần lượt là 2,4%, 1,5% và 4,1%. Ấn Độ đã đưa khoảng 140 triệu người lên trên ngưỡng nghèo trong giai đoạn từ năm 2008 đến năm 2011. Tính đến năm 2011, 21,9% dân số ngưỡng nghèo, so với 41,6% vào năm 2005.
Ngân hàng Thế giới ước tính Ấn Độ là một trong các quốc gia xếp hạng cao nhất trên thế giới về số lượng trẻ em bị kém dinh dưỡng. Tỷ lệ trẻ em thiếu cân tại Ấn Độ nằm vào hàng cao nhất trên thế giới, và gần gấp đôi so với tỷ lệ của châu Phi hạ Sahara, gây ra hậu quả nghiêm trọng đến tính lưu động, tỷ lệ tử, sản xuất và tăng trưởng kinh tế. Cũng theo Ngân hàng thế giới, 70% cư dân Nam Á và 75% người nghèo Nam Á sống tại các khu vực nông thôn và hầu hết dựa vào nông nghiệp để sinh sống theo Tổ chức Lương nông Liên Hợp Quốc. Năm 2015, khoảng 281 triệu người trong khu vực bị suy dinh dưỡng. Báo cáo cho biết rằng Nepal tiếp cận được mục tiêu của WFS cũng như của MDG và đang hướng đến giảm số lượng người thiếu ăn xuống dưới 5% dân số.) Bangladesh đạt được mục tiêu của MDG với chỉ 16,5% dân số thiếu ăn. Tại Ấn Độ, số người suy dinh dưỡng chiếm hơn 15% dân số. Tại Pakistan, số người suy dinh dưỡng trong khu phố giảm trong thập niên qua, song số lượng người thiếu ăn lại có chiều hướng gia tăng. Trong thập niên 1990, Pakistan có 28,7 triệu người đói, và tăng dần đến 41,3 triệu người vào năm 2015 tức 22% dân số bị suy dinh dưỡng. Khoảng 194,6 triệu người bị thiếu ăn tại Ấn Độ.
Báo cáo vào năm 2006 cho biết "vị thế thấp kém của nữ giới tại các quốc gia Nam Á và việc họ thiếu kiến thức về dinh dưỡng là các yếu tố quyết định dẫn đến mức độ phổ biến của trẻ thiếu cân trong khu vực". Tham nhũng và thiếu sáng kiến trong một bộ phận chính phủ là một trong các vấn đề lớn có liên quan đến dinh dưỡng tại Ấn Độ. Tỷ lệ mù chữ trong các làng được cho là một trong các vấn đề lớn mà chính phủ cần chú ý hơn. Báo cáo cho rằng mặc dù đã có sự suy giảm về suy dinh dưỡng do Cách mạng xanh tại Nam Á, song có lo ngại rằng Nam Á "thực hiện nuôi dưỡng và chăm sóc không đầy đủ đối với trẻ nhỏ".

## Chính quyền
| Quốc gia    | Thủ phủ   | Chính thể nhà nước                            | Nguyên thủ quốc gia | Người đứng đầu chính phủ | Cơ quan lập pháp               | Ngôn ngữ chính thức | Quốc huy             |
| ----------- | --------- | --------------------------------------------- | ------------------- | ------------------------ | ------------------------------ | ------------------- | -------------------- |
| Afghanistan | Kabul     | Cộng hoà Hồi giáo tổng thống chế đơn nhất     | Tổng thống          | Tổng thống               | Viện nguyên lão, Viện Nhân dân | Pashto Dari         | Quốc huy Afghanistan |
| Ấn Độ       | New Delhi | Cộng hoà lập hiến nghị viện liên bang         | Tổng thống          | Thủ tướng                | Rajya Sabha, Lok Sabha         | Hindi Anh           | Quốc huy Ấn Độ       |
| Bangladesh  | Dhaka     | Cộng hoà lập hiến nghị viện đơn nhất          | Tổng thống          | Thủ tướng                | Jatiya Sangsad                 | Bangla              | Quốc huy Bangladesh  |
| Bhutan      | Thimphu   | Quân chủ lập hiến nghị viện đơn nhất          | Quốc vương          | Thủ tướng                | Hội đồng Quốc gia, Quốc hội    | Dzongkha            | Quốc huy Bhutan      |
| Maldives    | Malé      | Cộng hoà lập hiến tổng thống chế đơn nhất     | Tổng thống          | Tổng thống               | Majlis Nhân dân                | Dhivehi             | Quốc huy Maldives    |
| Nepal       | Kathmandu | Cộng hoà lập hiến nghị viện liên bang         | Tổng thống          | Thủ tướng                | Nghị viện lập pháp             | Nepal               | Quốc huy Nepal       |
| Pakistan    | Islamabad | Cộng hoà Hồi giáo nghị viện liên bang         | Tổng thống          | Thủ tướng                | Thượng viện, Hội nghị quốc gia | Urdu Anh            | Quốc huy Pakistan    |
| Sri Lanka   | Colombo   | Cộng hoà lập hiến bán tổng thống chế đơn nhất | Tổng thống          | Thủ tướng                | Nghị viện                      | Sinhala Tamil Anh   | Quốc huy Sri Lanka   |

Định nghĩa mở rộng
| Quốc gia/Khu vực               | Thủ phủ      | Loại hình                            | Người đứng đầu chính phủ | Diện tích (km²) | Dân số     | Ngôn ngữ chính thức | Huy hiệu |
| ------------------------------ | ------------ | ------------------------------------ | ------------------------ | --------------- | ---------- | ------------------- | -------- |
| Lãnh thổ Ấn Độ Dương thuộc Anh | Diego Garcia | Lãnh thổ hải ngoại thuộc Anh         | Ủy viên hội đồng         | 54.400          | 2.500      | Anh                 |          |
| Myanmar                        | Naypyidaw    | Cộng hoà lập hiến nghị viện đơn nhất | Cố vấn nhà nước          | 676.578         | 51.486.253 | Miến Điện           |          |
| Khu tự trị Tây Tạng (TQ)       | Lhasa        | Khu tự trị                           | Chủ tịch                 | 1.228.400       | 3.180.000  | Tạng, Quan thoại    |          |

Ấn Độ và Pakistan là các thế lực chính trị chiếm ưu thế trong khu vực. Ấn Độ là quốc gia rộng lớn vượt trội, chiếm khoảng ba phần tư diện tích của tiểu lục địa. Ấn Độ có dân số đông nhất, gấp khoảng ba lần tổng dân số của các quốc gia còn lại trên tiểu lục địa. Ấn Độ cũng được nhìn nhận là nền dân chủ lớn nhất thế giới Ngân sách quốc phòng của Ấn Độ trong năm 2013–14 là 39,2 tỉ USD bằng với tổng ngân sách liên bang của Pakistan là 39,3 tỉ USD vào năm 2014–15.
Bangladesh là một nhà nước đơn nhất và có thể chế dân chủ nghị viện. Bangladesh cũng được nhìn nhận là một trong số ít quốc gia Hồi giáo có chính thể dân chủ, đây là một quốc gia ôn hoà và nói chung là thế tục và khoan dung. Mặc dù pháp luật Bangladesh mang tính thế tục, song nhiều công dân theo đuổi một thể thức Hồi giáo bảo thủ, và một số thúc đẩy luật sharia. Các chuyên gia cho rằng sự trỗi dậy của chủ nghĩa bảo thủ cho thấy ảnh hưởng của các tổ chức từ thiện Hồi giáo do nước ngoài tài trợ và người dân đi xuất khẩu lao động tại vùng vịnh Ba Tư mang theo thể thức Hồi giáo khắt khe hơn khi họ hồi hương.
Quan hệ ngoại giao giữa các quốc gia Nam Á chủ yếu được thúc đẩy bởi chính trị dân tuý, với bối cảnh trung tâm là xung đột Ấn Độ-Pakistan từ khi hai quốc gia giành được độc lập vào năm 1947, và sau đó là thành lập Bangladesh trong tình huống căng thẳng vào năm 1971. Vào đỉnh cao của Chiến tranh lạnh, các nhà lãnh đạo chính trị tinh hoa của Pakistan liên kết với Hoa Kỳ, còn Ấn Độ giữ vai trò chủ chốt trong việc thành lập Phong trào không liên kết và duy trì quan hệ hữu hảo với Liên Xô.
Chính trường Pakistan thuộc vào hàng có tranh chấp nhiều nhất trong khu vực. Quân đội cai trị và chính phủ bất ổn định tại Pakistan trở thành một mối quan tâm đối với khu vực Nam Á. Tại Nepal, chính trường phải đấu tranh để đi đến dân chủ, và đến thế kỷ 21 đã có các biểu hiện ủng hộ hệ thống dân chủ. Tình hình chính trị tại Sri Lanka chịu chi phối từ chủ nghĩa dân tộc Sinhala ngày càng quyết đoán, và sự trỗi dậy của phong trào ly khai Tamil dưới quyền LTTE, song nó đã bị dập tắt vào năm 2009.